# Représentations diplomatiques en Croatie

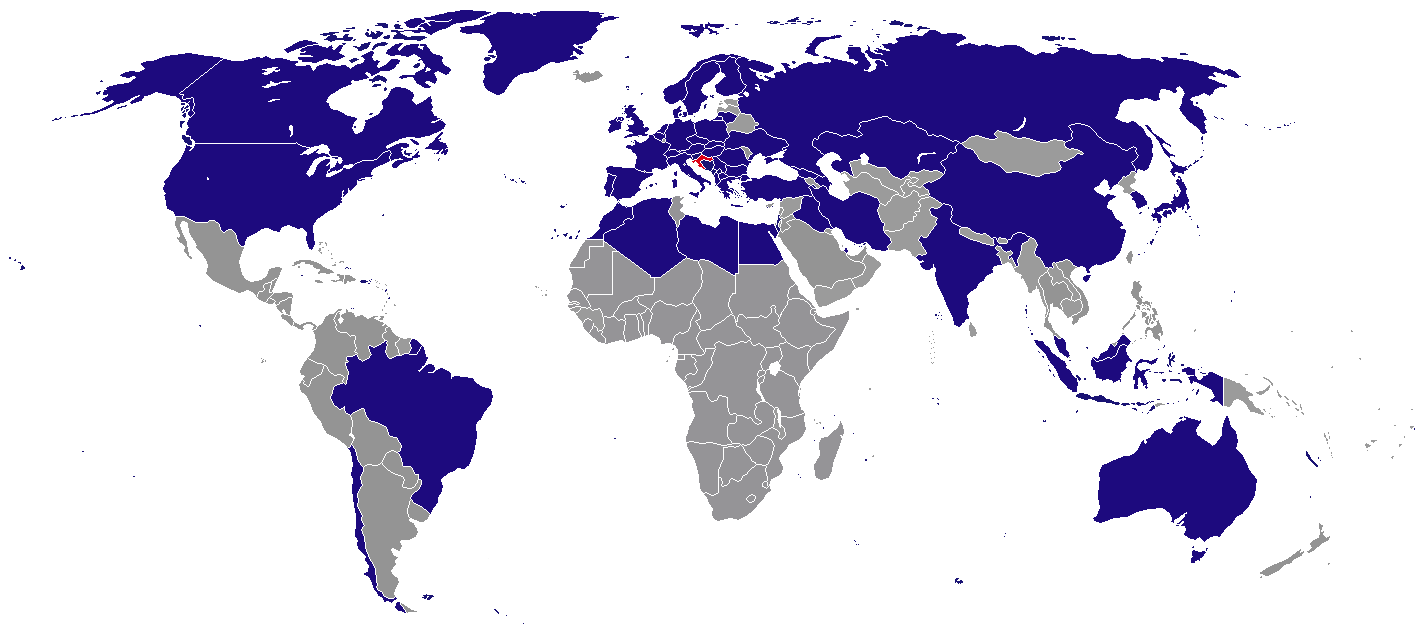
Carte des missions diplomatiques en Croatie

Les représentations diplomatiques en Croatie sont actuellement au nombre de 55. Il existe de nombreuses délégations et bureaux de représentations des organisations internationales et d'entités infranationales dans la capitale Zagreb, et des consulats généraux à Zagreb, Rijeka, Osijek, Split et Vukovar.

## Ambassades à Zagreb
| - Albanie - Algérie - Australie - Autriche - Azerbaïdjan - Belgique - Bosnie-Herzégovine - Brésil - Bulgarie - Canada - Chili - Chine - Tchéquie - Danemark - Égypte - Finlande - France - Allemagne - Grèce - Vatican - Hongrie - Inde - Indonésie - Iran - Irlande - Israël - Italie - Japon | - Kazakhstan - Kosovo - Libye - Lituanie - Malaisie - Monténégro - Maroc - Pays-Bas - Macédoine du Nord - Norvège - Pologne - Portugal - Qatar - Roumanie - Russie - Serbie - Slovaquie - Slovénie - Corée du Sud - Espagne - Suède - Suisse - Turquie - Ukraine - Royaume-Uni - États-Unis |

## Missions diplomatiques
- Ordre souverain militaire et hospitalier de Saint-Jean de Jérusalem, de Rhodes et de Malte

## Consulats

### Consulats généraux à Zagreb
- Chypre

### Consulat général à Rijeka
- Italie
- Serbie

### Consulats généraux à Split
- Allemagne
- Royaume-Uni